# Marum
Marum (en groninguès, Moarem, en frisó, Mearum) és un municipi de la província de Groningen, al nord dels Països Baixos. L'1 de gener del 2009 tenia 10.319 habitants repartits sobre una superfície de 64,88 km² (dels quals 0,36 km² corresponen a aigua). Limita al nord amb Grootegast, a l'oest amb Smallingerland, a l'est amb Leek i al sud amb Opsterland.

## Idioma
Al municipi es parla en general westerkwartiers, un dialecte del groninguès que és molt similar al frisó. El municipi està situat a la frontera entre Groningen i Frísia. Potser als nuclis de Marum (frisó Mearum) i De Wilp (frisó: De Wylp) es parla frisó. A De Wilp se suposa que el frisó de la població és una conseqüència del fet que aquest poble fou creat com una colònia de treballadors frisons de la torba.

## Centres de població
Boerakker, Jonkersvaart, Lucaswolde, Marum, Niebert, Noordwijk, Nuis, De Wilp.

## Administració
|               | Resultats 2006 | Regidors 2006 | Resultats 2002 | Regidors 2002 |
| ------------- | -------------- | ------------- | -------------- | ------------- |
| PvdA          | 2004           | 6             | 1437           | 5             |
| CDA           | 1249           | 4             | 1373           | 5             |
| VVD           | 1062           | 4             | 1302           | 4             |
| Christen Unie | 402            | 1             | 423            | 1             |